# Ранняя весна (фильм, 1956)
«Ранняя весна» (яп. 早春 со:сюн, англ. Early Spring) — кинофильм режиссёра Ясудзиро Одзу, вышедший на экраны в 1956 году.

## Сюжет
Сёдзи Сугияма — конторский служащий в одной из токийских компаний. Не испытывая интереса к скучной и бесперспективной работе, Сёдзи ищет спасения в дружеских посиделках и коллективных выездах на природу. Во время одной из таких поездок начинается его роман с секретаршей Канэко, которую все зовут Золотой рыбкой за её большие глаза. Масако, жена Сёдзи, замечает изменения в поведении мужа и начинает что-то подозревать. Между ними нарастает отчуждение, которое особенно усиливается после того, как Сёдзи забывает о годовщине смерти их сына. Друзья главного героя, считая разрушение семьи недостойным делом, сурово отчитывают Золотую рыбку, и та в отчаянии прибегает домой к Сёдзи. Масако всё понимает и на следующее утро уходит из дома. Сёдзи окончательно порывает с Канэко и, получив предложение занять более высокий пост, уезжает в провинцию на новое место работы. Спустя некоторое время к нему возвращается Масако, которая, следуя совету старого друга господина Онодэры, решает, пока не поздно, восстановить семью и начать совместную жизнь с чистого листа.

## В ролях
- Тикагэ Авасима — Масако Сугияма
- Рё Икэбэ — Сёдзи Сугияма
- Кэйко Киси — Тиё Канэко («Золотая рыбка»)
- Тэйдзи Такахаси — Тайдзо Аоки
- Тисю Рю — Киити Онодэра
- Со Ямамура — Ютака Каваи
- Харуко Сугимура — Тамако Тамура
- Кумэко Урабэ — Сигэ Китагава
- Кунико Миякэ — Юкико Каваи
- Эйдзиро Тоно — Токити Хаттори
- Кодзи Мицуи — Хираяма
- Дайскэ Като — Сакамото

## О фильме
47-й фильм Ясудзиро Одзу снимался с августа по декабрь 1955 года. Более чем двухлетний интервал, разделяющий «Раннюю весну» и предыдущую ленту режиссёра, «Токийскую повесть», возник из-за необходимости решать проблемы с фильмом «Пока не взошла Луна», работа над которым застопорилась из-за конфликта кинокомпаний; Одзу был сценаристом этой картины, а режиссёром стала известная актриса Кинуё Танака. В «Ранней весне» Одзу впервые за много лет вновь обратился к показу жизни конторских служащих: «Я пытался показать пафос жизни служащего в момент преобразования общества. Экранное время было самым большим среди моих послевоенных фильмов. Я пытался избежать всякого драматизма и вместо этого наращивал сцены, в которых ничего не происходило, чтобы дать зрителям почувствовать печаль их существования».